# Blackjack Mulligan
Robert Jack Windham (Sweetwater, 25 novembre 1942 – Tampa, 7 aprile 2016) è stato un wrestler statunitense, conosciuto per la sua militanza nella World Wrestling Federation con il ring name Blackjack Mulligan, dove lottava in coppia con Blackjack Lanza nel tag team The Blackjacks.
È il padre di Barry e Kendall Windham e il nonno materno di Windham Rotunda, che combatteva con il ring name Bray Wyatt e di Taylor Rotunda (che combatte con il ring name Uncle Howdy).

## Carriera
Da giovane, Windham giocò a football alla Texas Western University. Iniziò a dedicarsi al wrestling all'inizio degli anni sessanta e venne allenato da Joe Blanchard e da Verne Gagne e cominciò a lottare nella AWA. Dopo aver vinto qualche titolo in questa federazione, passò alla World Wide Wrestling Federation e diventò heel lottando come Blackjack Mulligan e avendo come manager The Grand Wizard. Lottò vari match contro Pedro Morales e Bruno Sammartino.

### The Blackjacks
Mulligan successivamente ritornò nel Midwest e, con Blackjack Lanza, formò il tag team "The Blackjacks". I due vinsero vari titoli di coppia nella NWA e, nell'agosto 1975, vinsero i WWWF World Tag Team Championship.
Blackjack, dopo il suo stint in WWWF, tornò alla carriera in singolo e passò alla Jim Crockett Promotions dove detenne l'NWA United States Heavyweight Championship (oggi WWE United States Championship) e l'NWA World Tag Team Championship (Mid-Atlantic Version) insieme a Ric Flair.
Mulligan ebbe una lunga e combattuta faida con André the Giant, nel quale fu il gigante francese a prevalere e lottò spesso in Florida in incontri di coppia in squadra con Dusty Rhodes, Dick Murdoch e suo figlio Barry Windham.
Nel 1986, Mulligan cominciò a lottare con una maschera con il ring name "Big Machine" insieme a "The Giant Machine" (André The Giant) e "Super Machine" (Bill Eadie) nella stable The Machines. Successivamente lottò in World Class Championship Wrestling come heel contro Bruiser Brody, Chris Adams e Kevin e Lance Von Erich.
Il 1º aprile 2006, Blackjack Mulligan e Blackjack Lanza sono stati introdotti nella WWE Hall of Fame da Bobby Heenan.

## Morte
È deceduto il 7 aprile 2016 all'età di 73 anni.

## Personaggio

### Mosse finali
- The Claw (Head vice)
- Lariat
- Diving back elbow
- Cow Rope

## Titoli e riconoscimenti
Championship Wrestling from Florida
- NWA Brass Knuckles Championship (Florida version) (1)
- NWA United States Tag Team Championship (Florida version) (1 - con Dusty Rhodes)

European Wrestling Union
- EWU World Super Heavyweight Championship (1)

International Pro Wrestling
- IWA World Tag Team Championship (1 - con Larry Hennig)

International Wrestling Federation
- IWF Heavyweight Championship (1)

Mid-Atlantic Championship Wrestling
- NWA United States Heavyweight Championship (Mid-Atlantic version) (2)
- NWA World Tag Team Championship (Mid-Atlantic version) (1 - con Ric Flair)

NWA Big Time Wrestling
- NWA American Heavyweight Championship (1)
- NWA American Tag Team Championship (1 - con Blackjack Lanza)
- NWA Texas Heavyweight Championship (1)
- NWA Texas Tag Team Championship (1 - con Blackjack Lanza)

NWA Western States Sports
- NWA International Heavyweight Championship (Amarillo version) (2)
- NWA Western States Tag Team Championship (1 - con Dick Murdoch)

Pro Wrestling Illustrated
- Most Inspirational Wrestler of the Year (1978)
- 159º tra i 500 migliori wrestler singoli nella PWI Years (2003)

World Wrestling Association
- WWA World Heavyweight Championship (1)
- WWA World Tag Team Championship (1 - Blackjack Lanza)

World Wide Wrestling Federation
- WWWF World Tag Team Championship (1 - con Blackjack Lanza)
- WWE Hall of Fame (2006)